# گورستان الف ورزقان
گورستان الف ورزقان مربوط به هزاره اول قبل از میلاد است و در ۴۰۰م شرق ورزقان واقع شده و این اثر در تاریخ ۱۲ شهریور ۱۳۸۶ با شمارهٔ ثبت ۱۹۳۶۴ به‌عنوان یکی از آثار ملی ایران به ثبت رسیده است.